# Simon Hornblower
Simon Hornblower, (nascido em 29 de maio de 1949) é um classicista e acadêmico inglês. Foi professor de Clássicos e História Antiga na Universidade de Oxford e, antes de se aposentar, foi mais recentemente pesquisador sênior no All Souls College, em Oxford.

## Trabalho
Hornblower publicou sobre a historiografia grega clássica (especialmente Heródoto e Tucídides) e a relação entre textos históricos como literatura e como história. Publicou um comentário histórico e literário sobre Tucídides em três volumes (Oxford University Press, 1991, 1996, 2008). Publicou ainda nesta área com o volume de autor único Thucydides and Pindar: Historical Narrative and the World of Epinikian Poetry (Oxford University Press, 2004). Ele também é coeditor, com a professora Catherine Morgan do King's College London, de Pindar's Poetry, Patrons, and Festivals: From Archaic Greece to the Roman Empire (OUP, 2007), uma coleção de artigos de especialistas em aspectos históricos, literários, arqueológicos e antropológicos de Píndaro e seu mundo. Enquanto estava na UCL, Hornblower voltou sua atenção para o poeta da era helenística Licofrão de Cálcis e seu poema enigmático Alexandra, novamente examinando a interface entre este poema e a escrita da história. Em All Souls, publicou um texto, tradução e comentário sobre a Alexandra (Oxford University Press, 2016) e uma monografia sobre o poema que explorou as implicações históricas de ser datado do início do século II a.C.
Desde 1979, ele está envolvido com o Lexicon of Greek Personal Names e coeditou Greek Personal Names: Their Value as Evidence (Oxford University Press, 2000), um papel no qual ele colaborou estreitamente com Elaine Matthews.
Em 1996, coeditou a terceira edição do Oxford Classical Dictionary. Em 2012, editou a quarta e mais recente edição.

## Publicações
- Hornblower, Simon (1982), Mausolus, ISBN 978-0-19-814844-9, Clarendon Press, OCLC 8362763
- Hornblower, Simon; Greenstock, M C (1984), The Athenian empire, ISBN 978-0-903625-17-3, London Association of Classical Teachers, OCLC 17210907
- Hornblower, Simon (1983), The Greek world, 479-323 BC, ISBN 978-0-416-75000-3, London, OCLC 9685870
- Hornblower, Simon (1987), Thucydides, ISBN 978-0-8018-3529-2, Johns Hopkins University Press, OCLC 15252903
- Hornblower, Simon (1994), Greek historiography, ISBN 978-0-19-814931-6, Clarendon Press, OCLC 29564218
- Hornblower, Simon; Spawforth, Antony (1996), The Oxford classical dictionary, ISBN 978-0-19-268767-8, Oxford, OCLC 34284310
- Hornblower, Simon; Spawforth, Antony (2000), Who's who in the classical world, ISBN 978-0-19-280107-4, Oxford University Press, OCLC 49260425
- Burn, A R; Walbank, F W; Hornblower, Simon (2002), The Folio history of Ancient Greece, Folio Society, OCLC 50578593
- Hornblower, Simon (2004), Thucydides and Pindar : historical narrative and the world of Epinikian poetry, ISBN 978-0-19-924919-0, Oxford, OCLC 56655274
- Hornblower, Simon; Morgan, Catherine (2007), Pindar's poetry, patrons, and festivals : from archaic Greece to the Roman Empire, ISBN 978-0-19-929672-9, Oxford, OCLC 71238475
- Hornblower, Simon (2010) Thucydidean Themes, Oxford, ISBN 978-0-19-956233-6